# 慢脓耳
慢脓耳是指起病较缓，耳膜穿孔，耳内流脓为主要表现的耳病。相当于西医的慢性化脓性中耳炎。本病是一种最常见而有时可危及生命的疾病。